# Isovactis microtentaculata
Isovactis microtentaculata är en korallart som beskrevs av Eugène Leloup 1964. Isovactis microtentaculata ingår i släktet Isovactis och familjen Arachnactidae. Inga underarter finns listade i Catalogue of Life.